# Calepitrimerus sibbaldiae
Calepitrimerus sibbaldiae är en spindeldjursart som beskrevs av Heikki Roivainen 1950. Calepitrimerus sibbaldiae är ett kvalster som ingår i släktet Calepitrimerus, och familjen Eriophyidae. Arten är reproducerande i Sverige.